# 法典 (船橋市)
法典（ほうでん）は、千葉県船橋市にある地域名である。かつての東葛飾郡法典村に該当する。

## 地域の町名
- 旭町
- 前貝塚町
- 行田町
- 行田
- 山手
- 北本町
- 丸山
- 藤原
- 上山町
- 馬込町

## 地域の施設

### 教育施設
- 千葉県立船橋法典高等学校
- 船橋市立法典小学校

### 緑地・公園
- 行田公園

## 地域の文化財

### 国登録
- 特になし

### 県指定
- 特になし

### 市指定
- 特になし

## 周辺交通機関
- JR武蔵野線船橋法典駅 - 読みは「ふなばしほうてん」
- 東武野田線馬込沢駅（旧・法典駅）